# Беатріса Баденська
Беатріса Баденська (нім. Beatrix von Baden, 22 січня 1492 — 4 квітня 1535) — баденська маркграфиня з династії Церінгенів, донька маркграфа Бадену Крістофа I та графині Оттілії фон Катценельнбоген, дружина пфальцграфа та герцога Зіммерну Йоганна II.

## Біографія

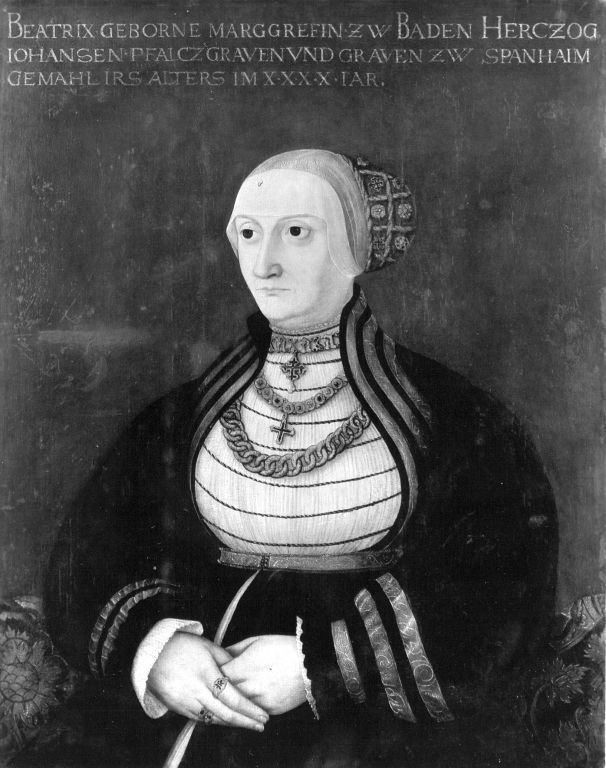
Портрет Беатріси бл. 1532

Народилась 22 січня 1492 року. Була чотирнадцятою дитиною та п'ятою донькою в родині маркграфа Бадену Крістофа I та його дружини Оттілії фон Катценельнбоген.
В 16 років була видана заміж за спадкоємного пфальцграфа Зіммерну Йоганна, свого однолітка. Наречений отримав надзвичайно добру освіту, цікавився наукою. Весілля пройшло 22 травня 1508 року в Трарбаху. На початку наступного року її свекор Йоганн I помер, і чоловік став правлячим пфальцграфом і герцогом Зіммерну. У подружжя з'явилося дванадцятеро дітей.
Померла Беатріса 4 квітня 1535 року. Була похована в одній із трьох поховальних камер церкви Святого Стефана у Зіммерні. В приміщенні церкви також знаходиться подвійний сенотаф її та Йоганна.

## Родина

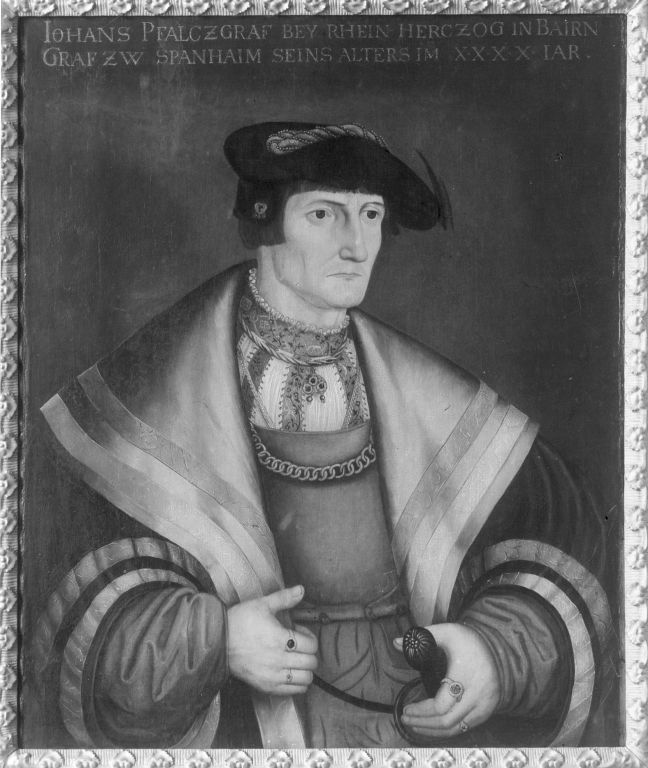
Портрет Йоганна II пензля Петера Гертнера, близько 1532

Чоловік — Йоганн II (пфальцграф Зіммерну)
Діти:
- Катерина (1510—1572) — абатиса в монастирі Кумбд;
- Йоганна (1512—1581) — абатиса в Марієнберзі;
- Оттілія (1513—153) — черниця в Марієнберзі;
- Фрідріх (1515—1576) — пфальцграф і герцог Зіммерну у 1557—1559 роках, курфюрст Пфальцу у 1559—1576 роках, був двічі одруженим, мав одинадцятеро дітей від першого шлюбу;
- Брігітта (1516—1562) — абатиса в Нойбурзі;
- Георг (1518—1569) — пфальцграф і герцог Зіммерну у 1559—1569 роках, був двічі одруженим, мав двох синів від морганатичного шлюбу;
- Єлизавета (1520—1564) — дружина графа Ербаху Георга II, дітей не мала;
- Ріхард (1521—1598) — пфальцграф Зіммерн-Спонгейму у 1569—1598 роках, був тричі одруженим, мав двох доньок від першого шлюбу;
- Марія (1524—1576) — черниця в Марієнберзі;
- Вільгельм (1526—1527) — прожив 7 місяців;
- Сабіна (1528—1578) — дружина графа Егмонта Ламораля, мала дванадцятеро дітей;
- Єлена (1532—1579) — дружина графа Ганау-Мюнценбергу Філіпа III, мала п'ятеро дітей.